# Демидов-центр

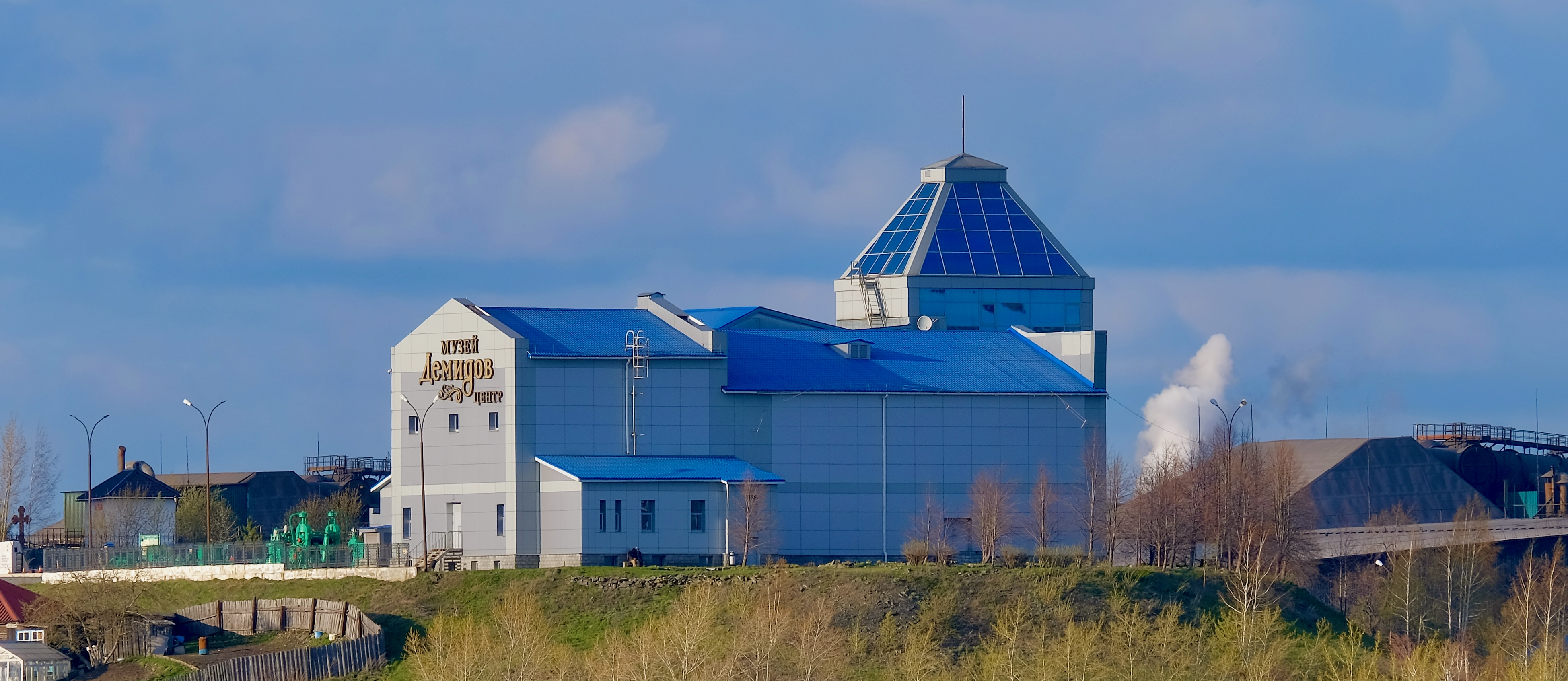
Вид на здание музея со стороны пруда

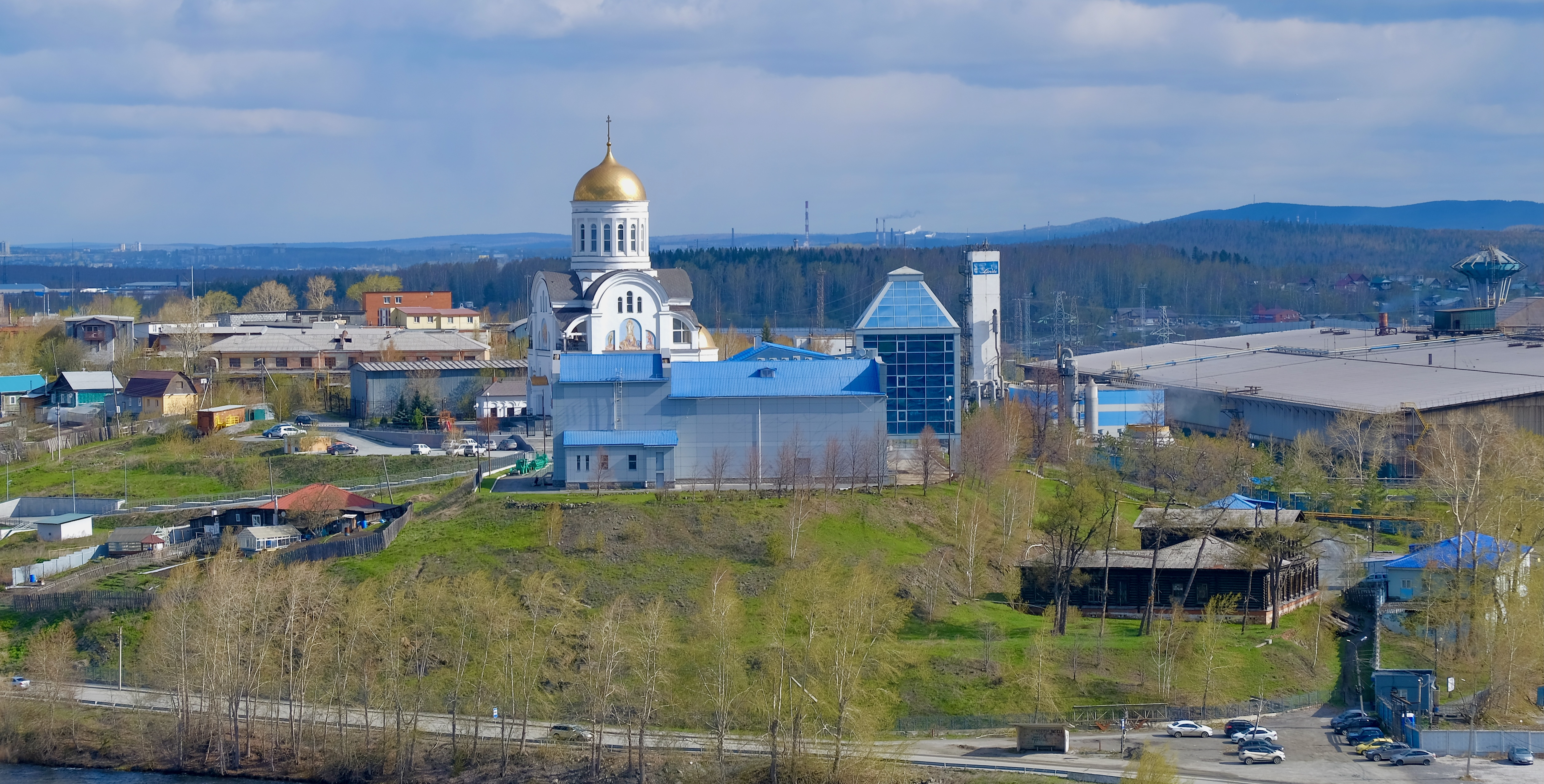
Вид на здание музея с Лысой горы

Деми́дов-центр — музейный комплекс, посвящённый истории и краеведения Урала, единственный музей города Ревды. Находится в Свердловской области, город Ревда, на улице Ленина, 1а в исторической части города на Угольной горе.

## Описание
Музей расположен в историческом районе города Ревды, на берегу Ревдинского городского пруда на горе Угольной неподалёку от территории Метизно-металлургического завода. На склоне горы расположен православный храм «Во Имя Архистратига Божия Михаила». Музейный комплекс состоит из современного пятиэтажного здания из стекла и бетона с прямоугольной башней, надстроенной над главным входом, и прилегающей территории, огороженной высоким забором, где расположены некоторые экспонаты музея особо крупных размеров. На пятом этаже башни делового центра находится закрытая стеклянной крышей смотровая площадка, с которой открывается вид на старую часть города.

## История
История создания музея началась в 1996 году, когда у ревдинского краеведа Галины Николаевны Чухланцевой появилась идея объединения в единое культурное пространство местный краеведческий музей, находящийся в здании заводского клуба «Ревдинского метизно-металлургического завода» 1928 года постройки, и бизнес-центра заводов города. Эту идею поддержало руководство «Нижнесергинского металлургического завода». Реконструкция здания вместе в себя башней делового центра началась в 2003 году и длилась 1670 дней.
Открытие «Демидов-центра» состоялось 31 августа 2007 года.

## Экспозиция
Основа концепции музейного комплекса — связь времён и сохранение богатого историко-культурного наследия края и его передача будущим поколениям ревдинцев. Музей разделён на две части: выставочная и деловой центр. В музейный комплекс «Демидов-центр» входит восемь экспозиционных залов. Экскурсия начинается в хронологическом порядке истории города и производства, в ходе которой посетителям рассказывается об основателях завода и города — Демидовых, о ремёслах прошлого и женском быте старого рабочего посёлка. Гордостью музея являются коллекция фотографий старинных усадеб и редкие экспонаты, например ступени от лестницы, на которую больше 100 лет назад ступала нога владельцев завода Демидовых.
Экскурсия проходит по восьми залам музея:
Зал Демидовых
Экскурсия начинается с зала истории Демидовых — основателей города. В зале находится точная копия чугунного камина одной из демидовских усадеб, можно увидеть кованую мебель (современная реконструкция), когда-то украшавшую комнаты Демидовских домов, а также найденные в ходе раскопок 1999—2000 гг. ступенька лестницы, детали ограды, произведённые на Ревдинском заводе для усадьбы Демидовых в XVIII веке.
Зал истории завода XVIII—XIX вв.
В этом зале можно ознакомиться с тем, как строился завод и посёлок при нём, какие профессии существовали на заводе Ревдинского рабочего посёлка во времена Демидовых. В центре зала стоит макет Ревдинского завода XVIII века, с которого и начинается история города Ревды. Для вооружения необходимы были в больших количествах орудия, снаряды, якоря, ручное оружие, артиллерия. В экспозиции представлены ядра, которые отливал Ревдинский завод для русской армии, а также макет барки, якорь, багор и причальный столб, как отправляли в те годы военную продукцию в Петербург.
В XVIII веке Ревдинский завод работал на железной руде. В зале можно увидеть макет углевыжигательной кучи и чертежи инструментов углежогов того времени. Помимо производственного комплекса, в зале воспроизведён типичный образ кабинета управляющего конца XIX века. В этом же зале находится макет деревянного дома управляющего, на котором детально показаны его интерьеры.
Зал деревянного зодчества
В ходе экскурсии по этому залу посетитель может ознакомиться с технологиями постройки жилища, его утепления и украшения. Собрание фотографий старинных усадеб позволит составить полное представление о домах прошлых веков.
Зал металла
В зале металла представлены многочисленные изделия, произведённые из рук ревдинских мастеров. В частности большого внимания заслуживает богатая коллекция чугунных изделий различного назначения и предметы быта XIX века: замки, ключи, весы, приспособления для охоты, подковы для лошадей, утюги необычной формы, сковороды и вафельницы, умывальники и блюда, светец для лучины и многое другое.
Зал православия
Этот зал посвящён истории православных церквей и часовен города, в частности отдельное место занимает экспозиция истории расположенного неподалёку храма «Архистратига Божия Михаила». На стенах висят фотографии церквей XIX века. Помимо храмов, в зале представлены собрания старинных икон и старообрядческих нательных крестов, переданных в музей жителями города.
Зал истории XX века
В зале представлены образцы продукции ревдинских заводов и фотографии закрытия и открытия цехов, также представлены некоторые образцы промышленного оборудования.
Зал художественного литья
Зал знакомит посетителей с основными литейными заведениями Ревды и их владельцами — Наркиссом Фёдоровичем Грудиным, Дмитрием Игнатьевичем Богомоловым и Архипом Акимовичем Белоглазовым. Посетитель может увидеть рекламные объявления литейных мастерских конца XIX века, чертежи вагранок, прейскуранты и уникальные образцы изделий: кувшины, утюги, рукомойники, формы для выпечки вафель, а также различные архитектурные элементы.
В зале представлено множество изделий особого направление художественного литья — украшения печных дверок. В зале собраны дверки разных периодов и стилей. Также находятся скульптуры, сделанные в XIX веке. Можно ознакомиться с историей и работой ревдинских мастеров.
Также представлены изделия художественной ковки, выполненных ревдинскими мастерами. Посетителям разрешается посидеть на одном из экспонатов — кресле-качалке.
Зал боевой славы
Отдельный зал посвящён судьбам жителей города Ревды в годы Великой Отечественной войны. На отдельной стойке вниманию посетителей представлены реликвии войны — магазин для пистолета-пулемёта ППШ, гильзы, фронтовые предметы быта — планшетки, каски, ремень, карманные часы. Также представлено несколько фотографий со встречи ветеранов-фронтовиков.

## Галерея

Экспозиция металлургического оборудования под открытым небом
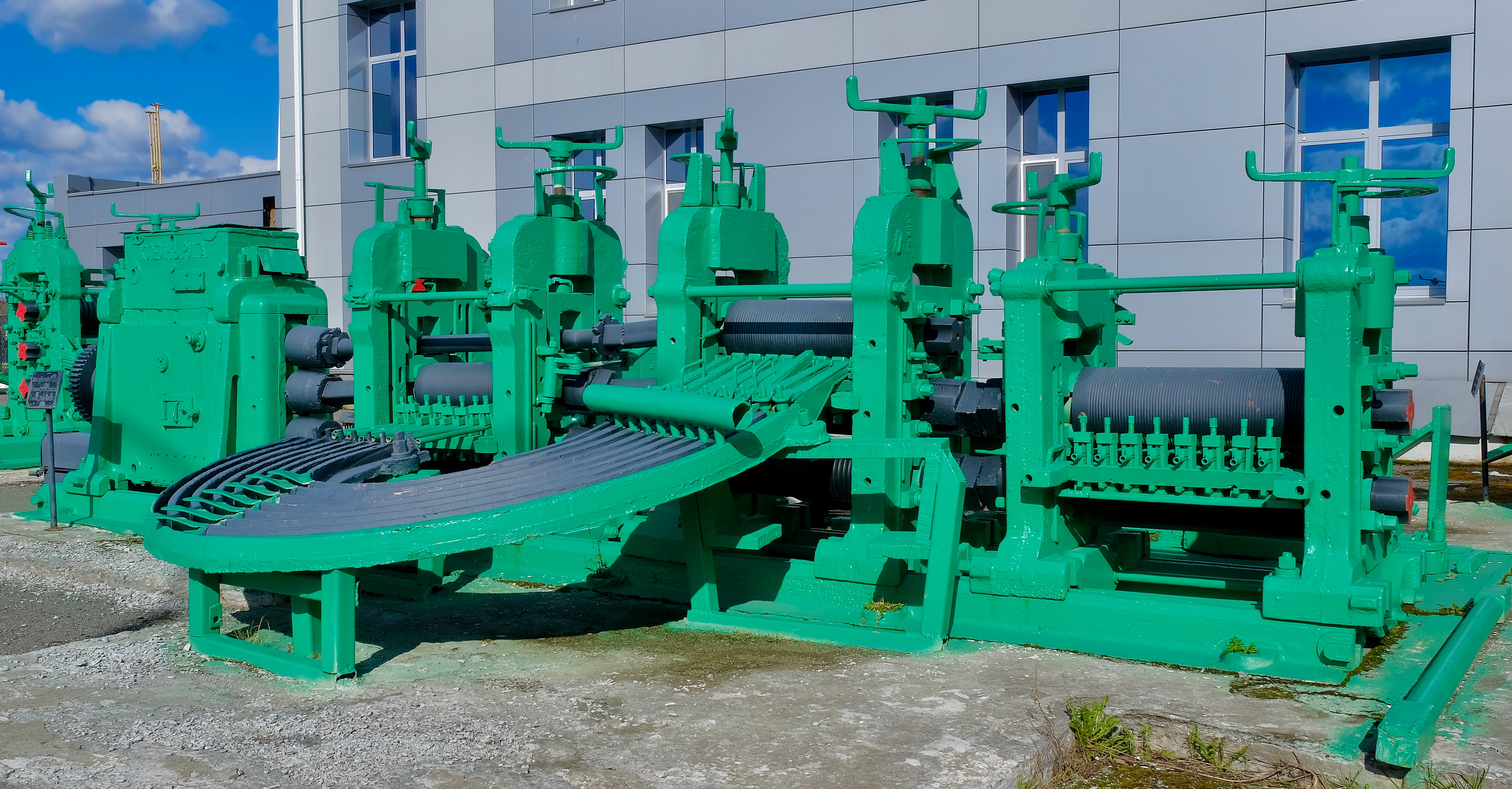
Шестерённая клеть прокатного Стана-250
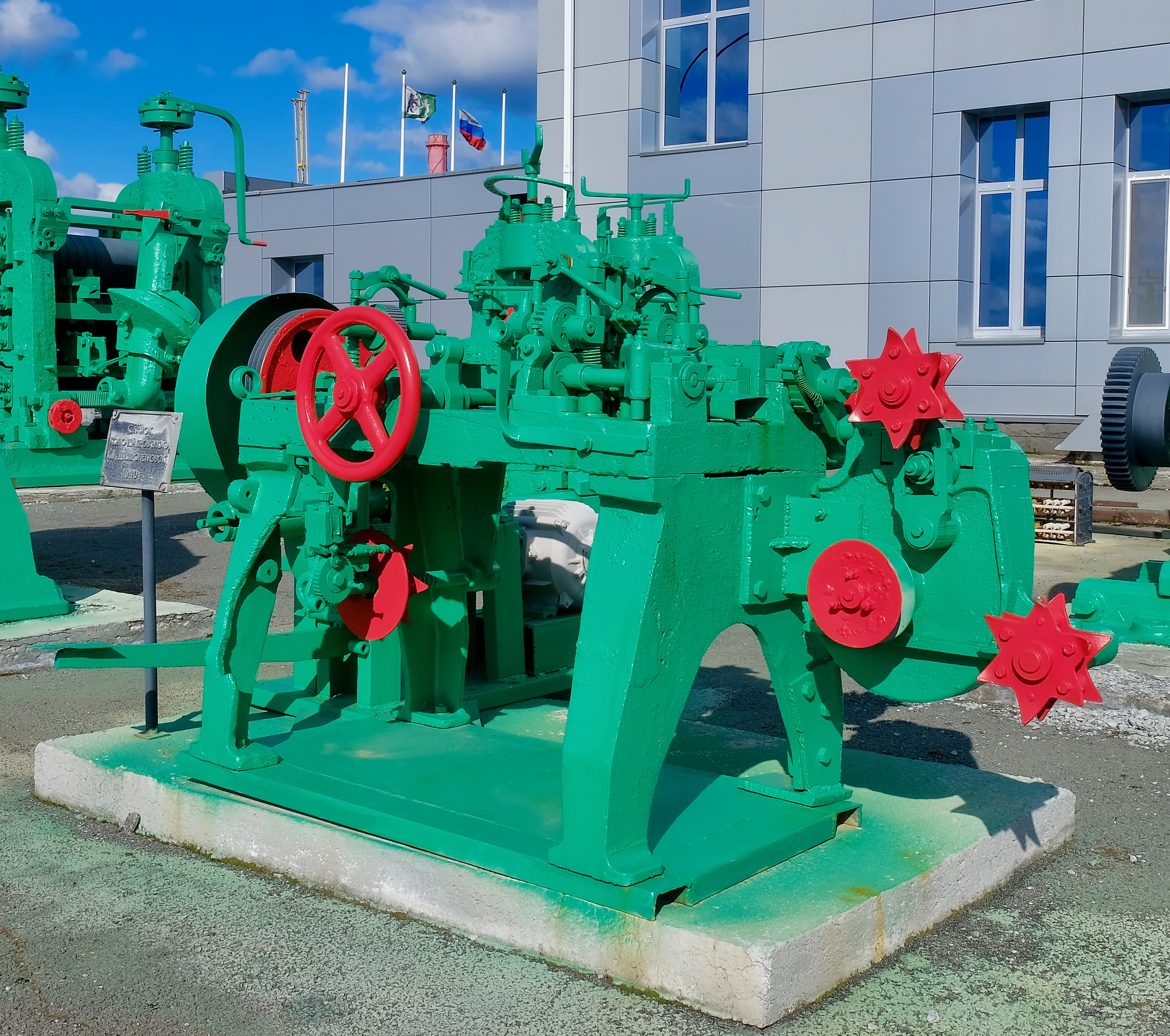
Станок колючей проволоки
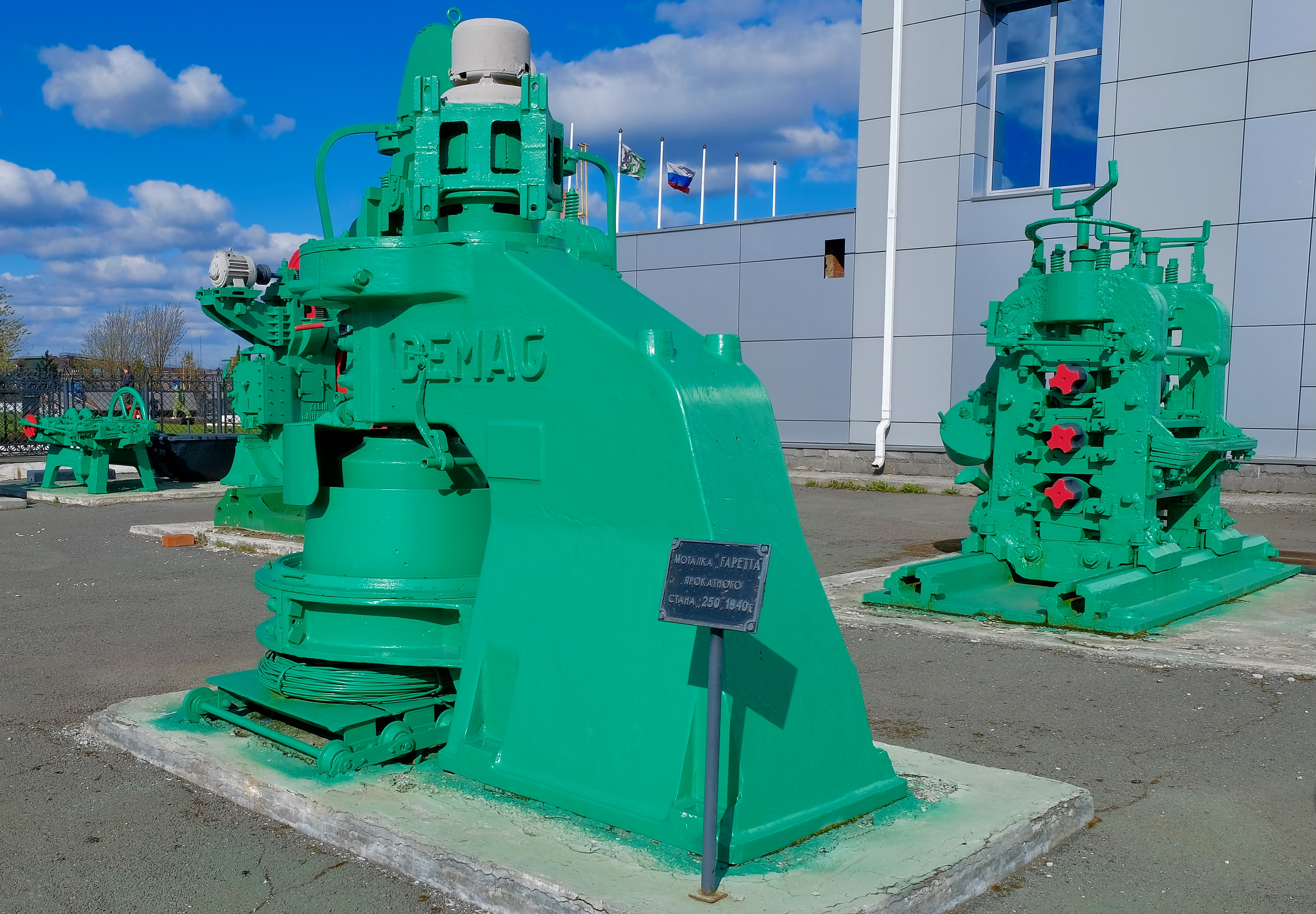
Моталка «Гаретта» Стана-250
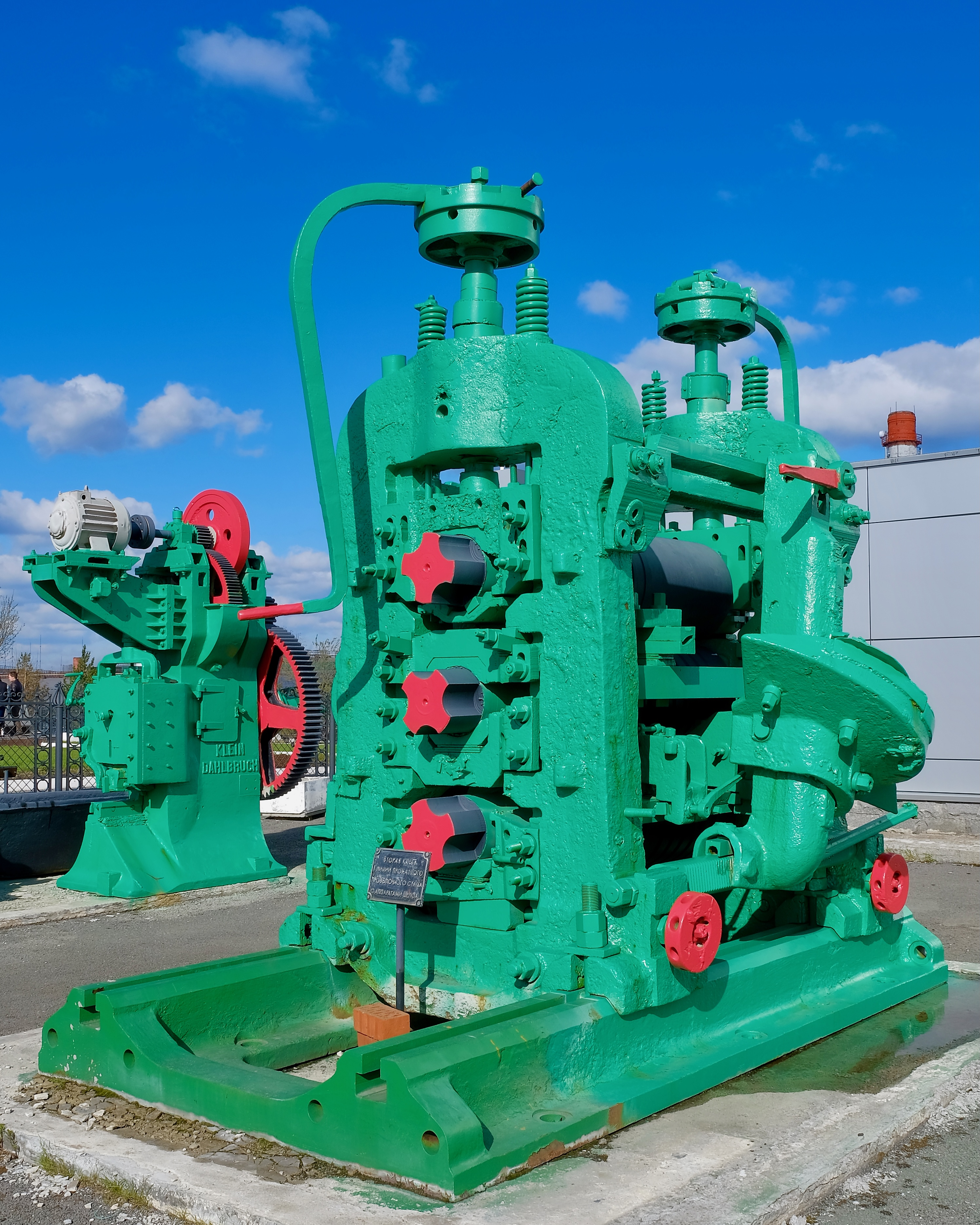
Клеть прокатного проволочного стана с аппаратами Шепфа

Экспозиции музея
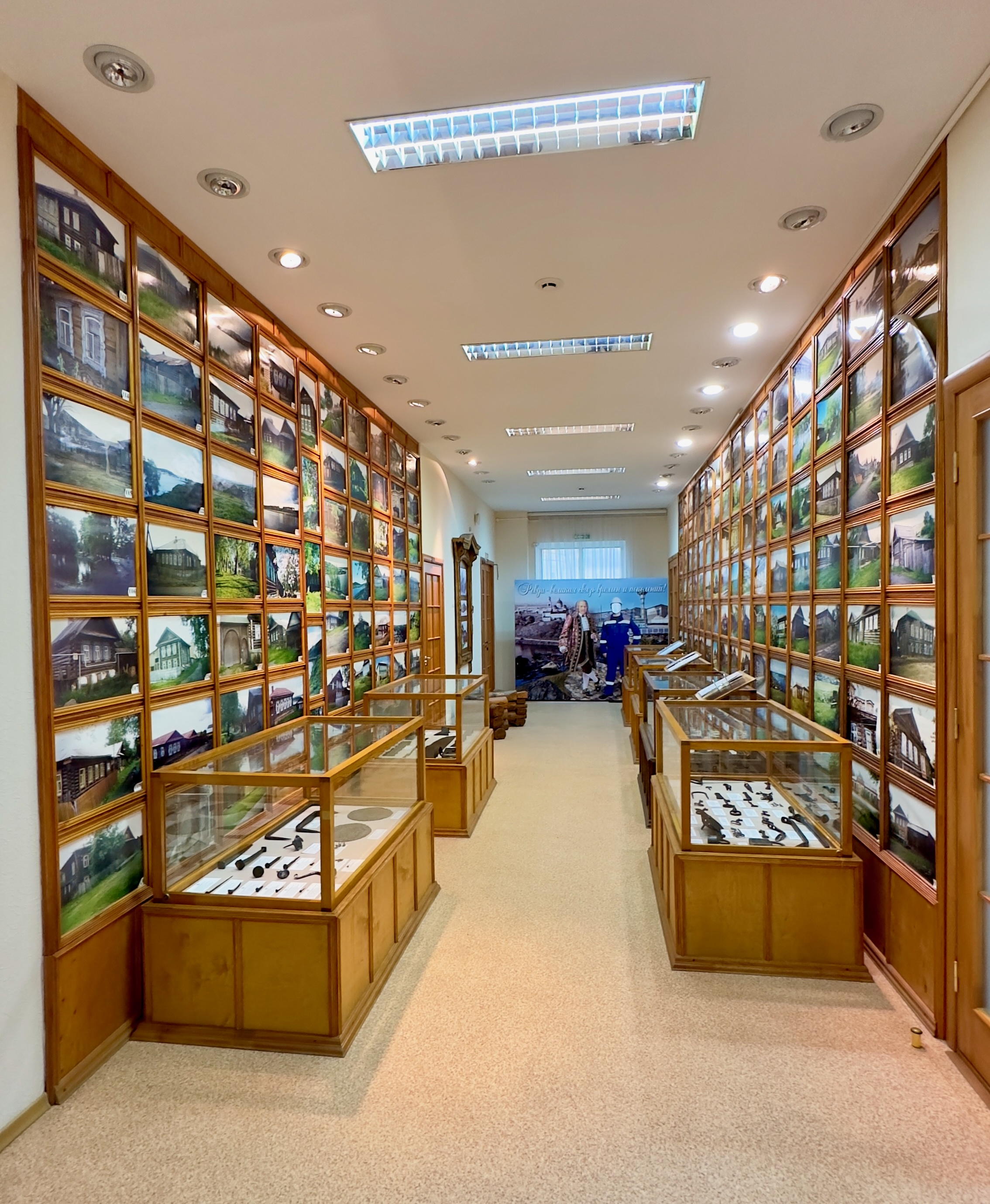
Зал деревянного зодчества
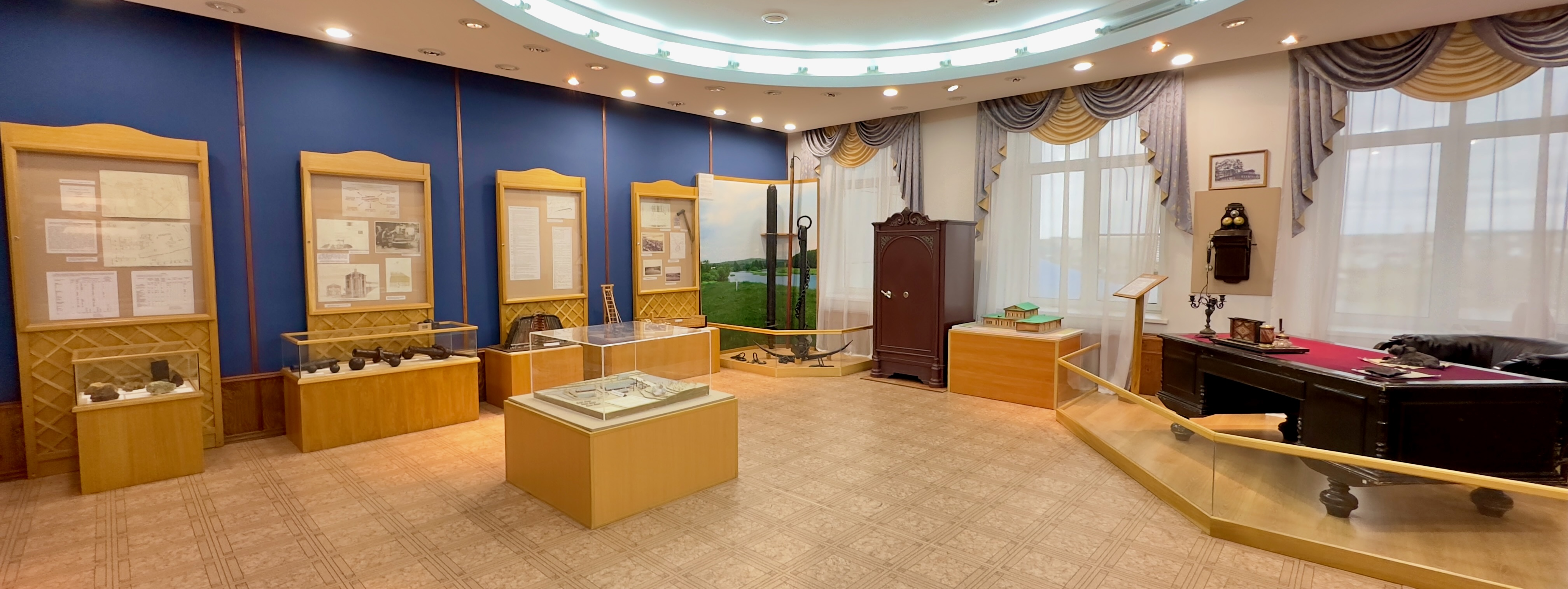
Зал истории завода XVIII—XIX вв.
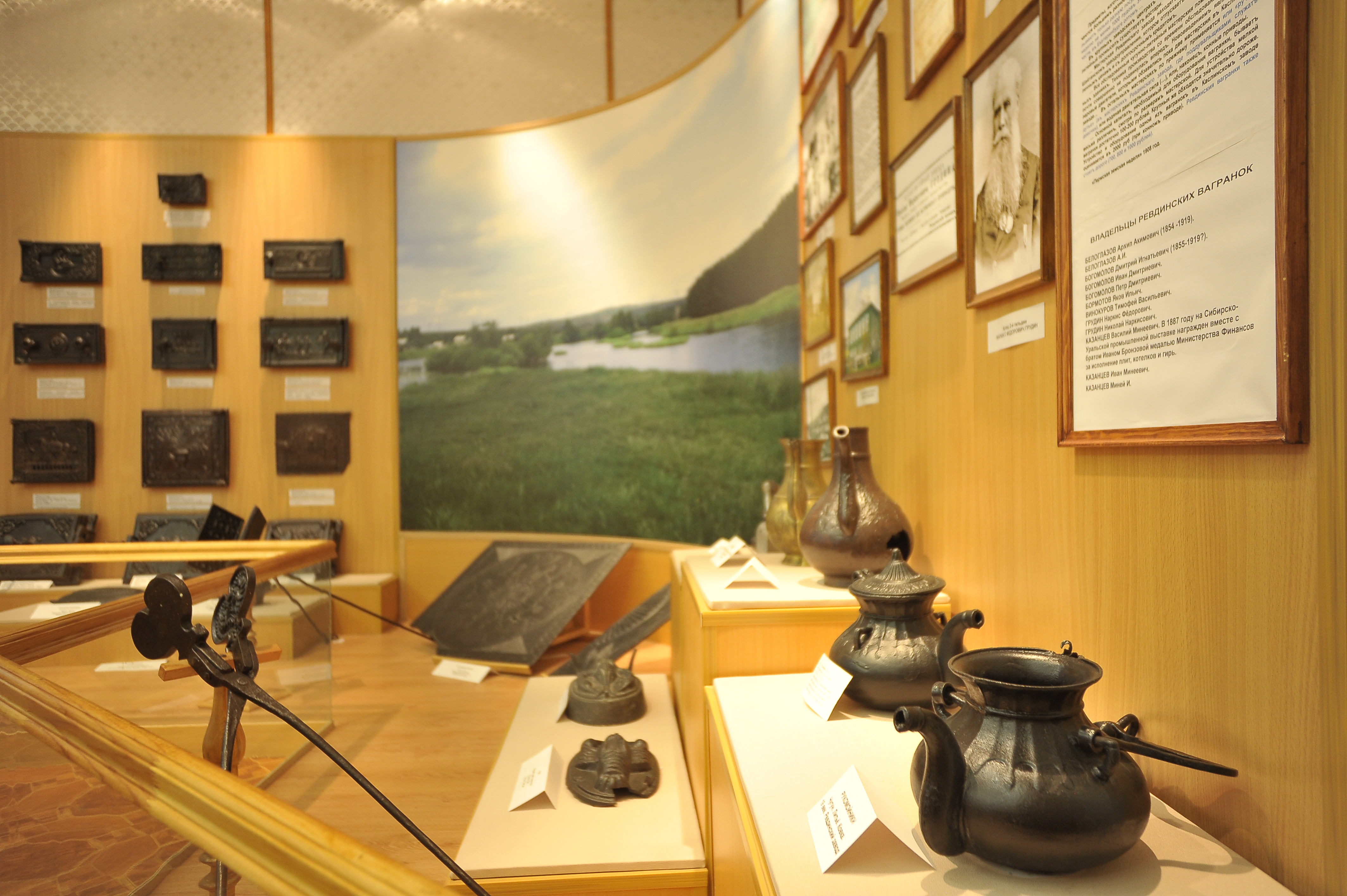
Зал художественного литья
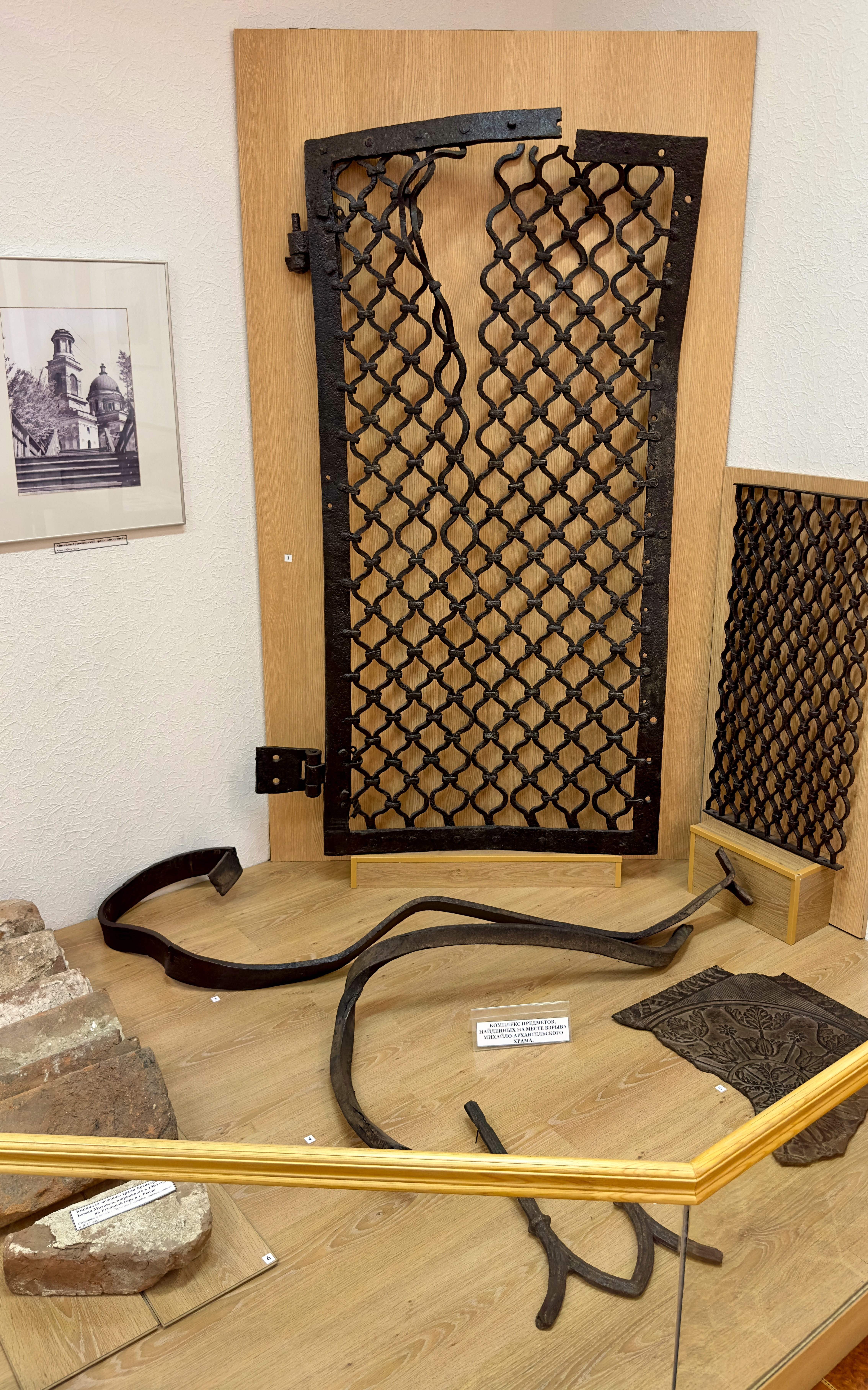
Остатки конструкций Михайловской церкви после её разрушения
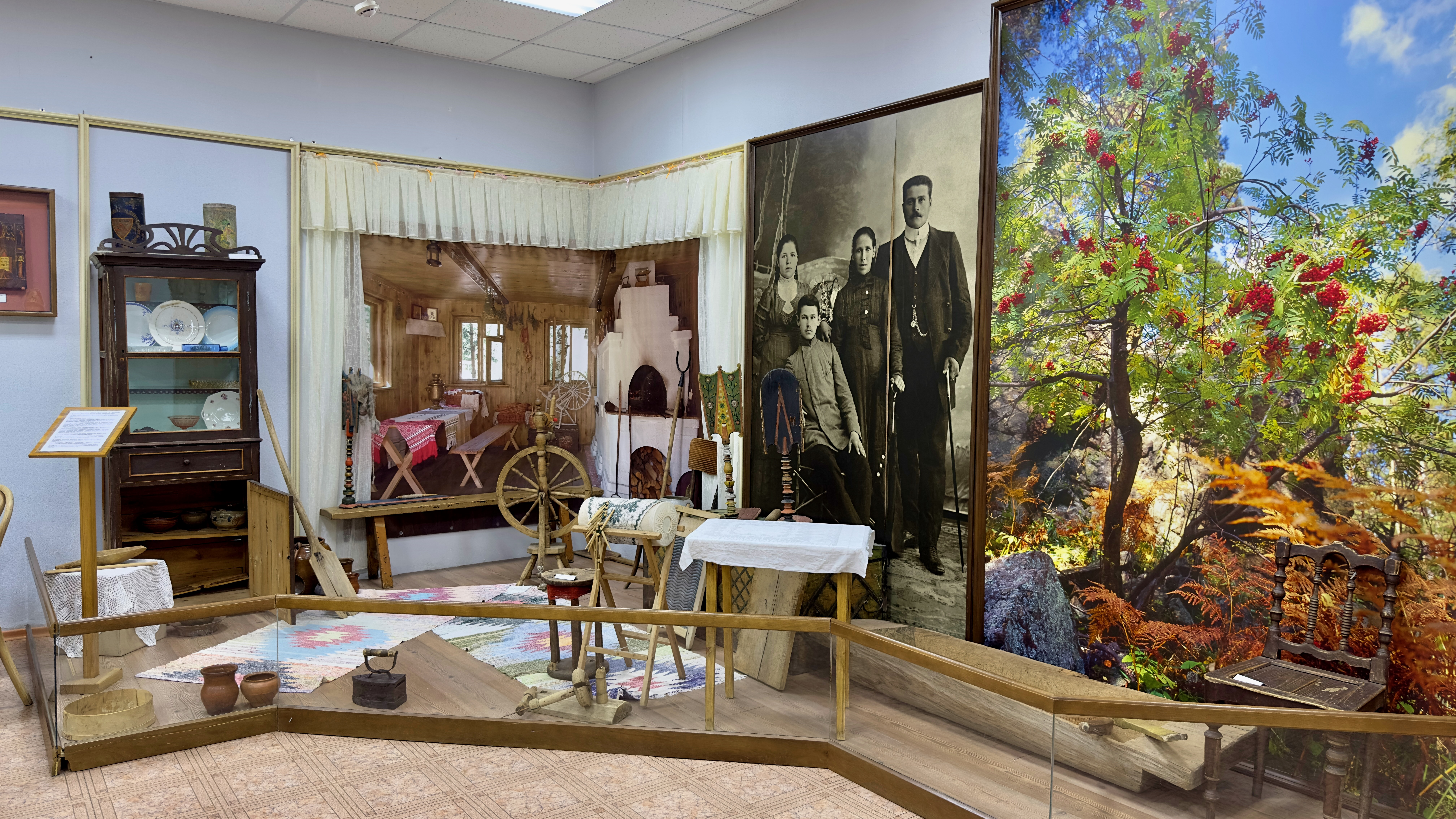
Предметы быта
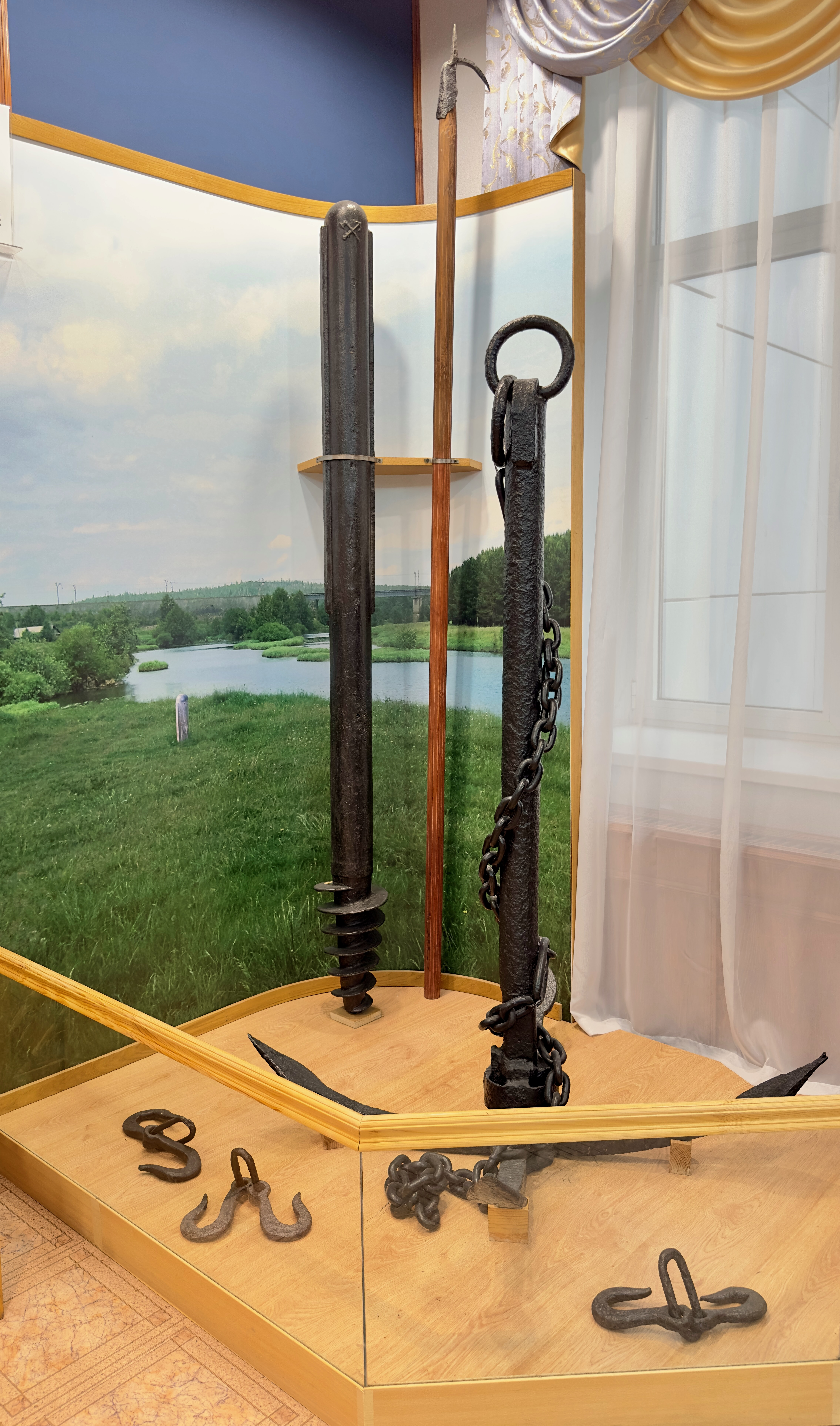
Причальный столб с Чусовой
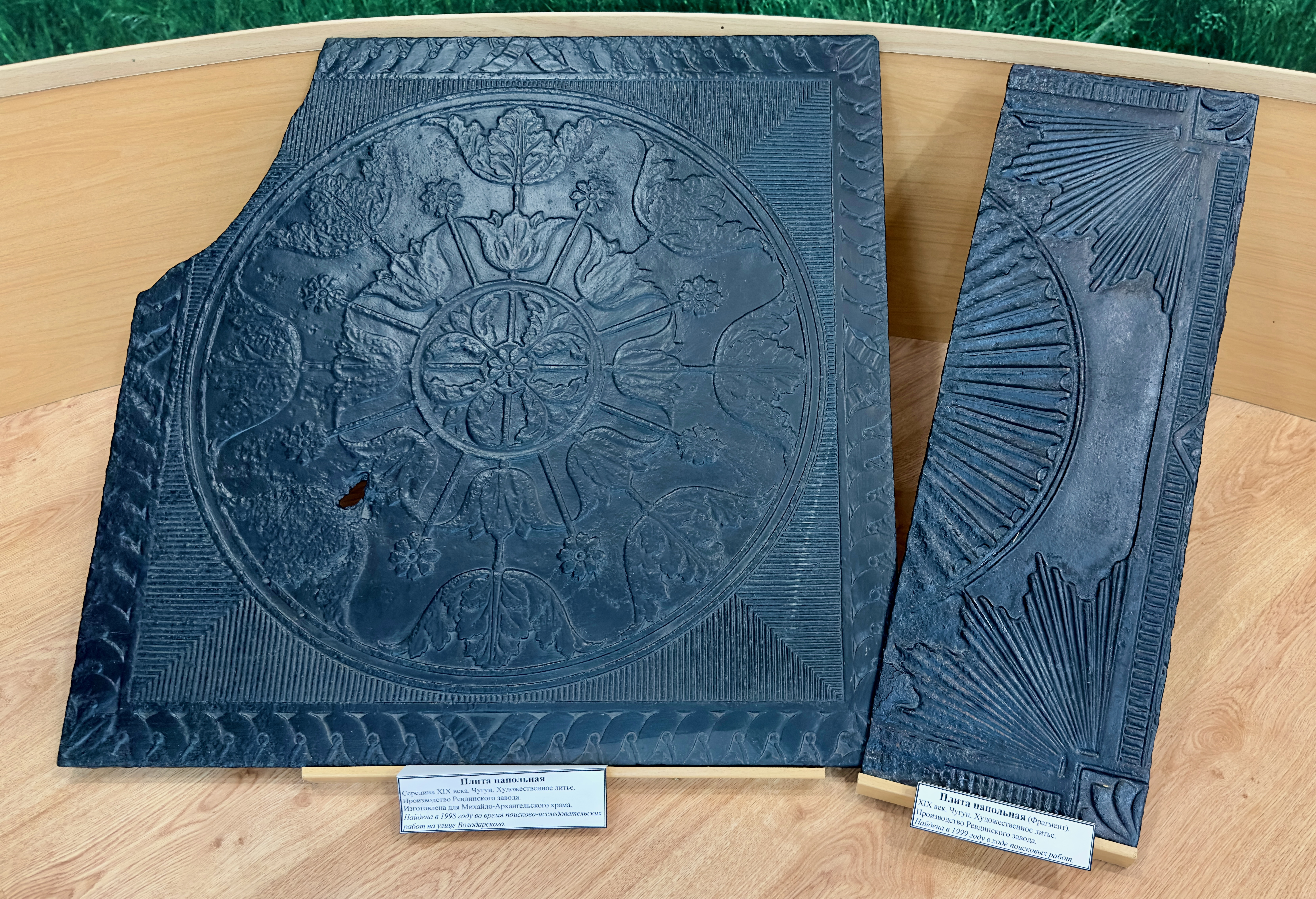
Чугунные напольные плиты производства Ревдинского завода